# Luca Baldisserri
Luca Baldisserri (ur. 11 grudnia 1962 w Bolonii we Włoszech) – włoski inżynier we włoskim zespole Ferrari w Formule 1.

## Życiorys
Luca Baldisserri został wybrany w Ferrari na tymczasowe zastępstwo Rossa Brawna na stanowisku głównego inżyniera, ponieważ ten pod koniec 2006 roku wziął urlop, w nadziei, że Ross Brawn powróci z urlopu w 2007 roku otrzymał tę posadę. Jednak Ross Brawn nie wrócił, przeniósł się do japońskiego zespołu Honda. Luca Baldisserri został na stanowisku głównego inżyniera.
Pracował jako strateg Ferrari w 2008 i 2009 roku, zarząd Ferrari postanowił zmienić jego rolę w fabryce Ferrari.